# دولاخط پایان

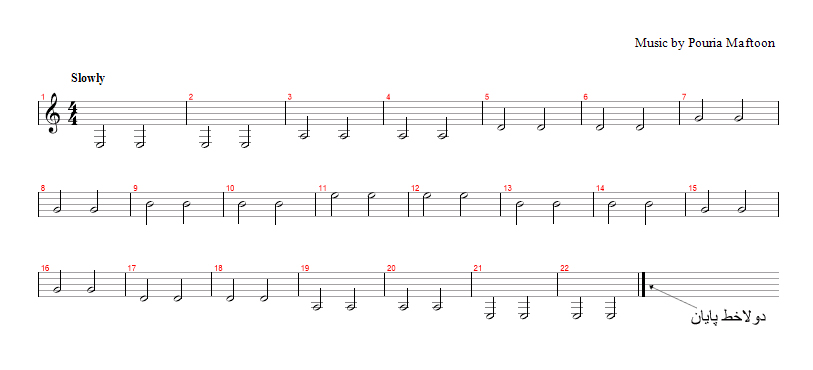
دولاخط پایان علامتی است که در انتهای نتهای یک آهنگ می‌آید و نشان دهندۀ پایان قطعه موسیقی است

دولاخط پایان علامتی است که در انتهای نتهای یک آهنگ می‌آید و نشان دهندۀ پایان قطعه موسیقی است. در واقع زمانی که یک قطعه موسیقی که از سازهای متفاوت تشکیل شده‌است می‌خواهد اعلام کند که به پایان رسیده‌است، از علامتی که آن را دولا خط پایان می‌گویند استفاده می‌شود که برای بستن میزان به نشانه خاتمه قطعه است. مشخصه این دولا خط، ضخیم بودن خط بیرونی نسبت به خط داخلی هست. اما اگر هر دو خط باریک باشند، این دولا خط برای جدا کردن بخش‌های مختلف در یک قطعه موسیقی استفاده می‌شود مثلاً اگر در میزان قبل و بعد کسر میزان تغییر کرده باشد از دوخط باریک موازی استفاده می‌شود که به آن «دولاخط» می گویند ولی چنانچه خط اول دولاخط نازک باشد و خط دوم کلفت باشد پس این علامت دولاخط پایان است.

انواع خط میزان